# فرانز شريدر
فرانز شريدر (بالفرنسية: Franz Schrader)‏ هو جغرافي ورسام فرنسي، ولد في 11 يناير 1844 في بوردو في فرنسا، وتوفي في 18 أكتوبر 1924 في باريس في فرنسا.